# Cleocnemis serrana
Cleocnemis serrana es una especie de araña cangrejo del género Cleocnemis, familia Philodromidae. Fue descrita científicamente por Mello-Leitão en 1929.

## Distribución
Esta especie se encuentra en Brasil.